# Sjarhej Kolassau
Sjarhej Apanassawitsch Kolassau (belarussisch Сяргей Апанасавіч Коласаў, russisch Сергей Афанасьевич Колосов/Sergei Afanassjewitsch Kolossow; * 22. Mai 1986 in Nawapolazk, Weißrussische SSR, Sowjetunion) ist ein ehemaliger belarussischer Eishockeyspieler, der mit der belarussischen Nationalmannschaft an den Olympischen Winterspielen in Vancouver 2010 und drei Weltmeisterschaften teilnahm.

## Karriere
Nachdem Sjarhej Kolassau seine Karriere bei Polimir Nawapolazk begonnen hatte, gab er in der Saison 2003/04 als 16-Jähriger sein Debüt in der Profimannschaft von HK Dinamo Minsk aus der belarussischen Extraliga. Dort verbrachte er fast die gesamte Spielzeit und wurde von den Detroit Red Wings im NHL Entry Draft 2004 in der fünften Runde an Position 151 ausgewählt.
Obwohl Kolassau die Möglichkeit hatte die Saison 2004/05 in der kanadischen Juniorenliga Western Hockey League zu verbringen, da ihn die Prince George Cougars in der zweiten Runde des CHL Import Drafts 2004 als insgesamt 57. Spieler gezogen hatten, blieb er weiter in Belarus. Den Großteil der Saison spielte er bei Dinamo, ehe er kurz vor Ende der Spielzeit zu HK Junost Minsk transferiert wurde, wo er half die belarussische Meisterschaft zu gewinnen.
Im Sommer 2005 unterschrieb er einen Vertrag bei den Cedar Rapids RoughRiders in der US-amerikanischen Juniorenliga United States Hockey League. In seiner ersten Saison hatte er zwei Tore und acht Assists, in seinem zweiten Jahr kam er auf insgesamt elf Scorerpunkte, hauptsächlich fiel er aber durch sein körperliches Spiel auf. Nach zwei Jahren in Nordamerika kehrte er wieder zurück in seine Heimat und spielte in der Saison 2007/08 wieder für den HK Dinamo Minsk.
Nach dem Ende der Saison erhielt er schließlich im Sommer 2008 einen Einstiegsvertrag bei den Detroit Red Wings über zwei Jahre und spielte ab Herbst 2008 zuerst bei deren Farmteam, den Grand Rapids Griffins, in der American Hockey League. Dort etablierte er sich im Stammkader der Mannschaft durch eine unspektakuläre aber zuverlässige Spielweise in der Defensive. Einmal in der Spielzeit konnte er aber auch in der Offensive glänzen, als er Ende Januar 2009 innerhalb von zwei Spielen drei Treffer erzielte. Im August 2011 kehrte er nach Belarus zurück und nahm ein Vertragsangebot des HK Njoman Hrodna an, mit dem er 2013 und 2014 belarussischer Meister und 2014 auch Pokalsieger wurde. Über die Stationen KS Cracovia, HK Homel und Orlik Opole kam er 2016 zum HK Generals Kiew, wo er 2017 seine Karriere beendete.
Sjarhej Kolassau ist ein Verteidiger, der hauptsächlich vor dem eigenen Tor auffällt, wo er seine Körpergröße von 1,93 Metern am besten einsetzen kann, um gegnerische Stürmer durch sein körperlich hartes Spiel fernzuhalten. In der Offensive hat er allerdings keine besonderen Qualitäten, weshalb er als ein sogenannter „Stay-at-home“-Verteidiger gilt.

### International
Sjarhej Kolassau gab sein Debüt für den belarussischen Nachwuchs bei der U18-Weltmeisterschaft 2003. Seine nächsten Einsätze hatte er bei der U20-Weltmeisterschaft der Division I 2004, wo ihnen ungeschlagen der Aufstieg in Top-Division gelang.
Wenige Monate später trat Kolassau ein zweites Mal bei der U18-Junioren-Weltmeisterschaft an, mit dem vorletzten Platz konnten die U18-Junioren aber nicht den Klassenerhalt schaffen und stiegen in die Division I ab. Bei der U20-Junioren-Weltmeisterschaft 2005 mussten sie ebenfalls wieder den Abstieg aus der Top-Division hinnehmen, nachdem sie trotz eines respektablen 5:3-Siegs über die US-Auswahl den letzten Platz belegten. Doch gleich im Jahr darauf gelang ihnen bei den U20-Junioren-Titelkämpfen der Division I der erneute Aufstieg, wobei Kolassau in fünf Spielen ein Tor und vier Assists beisteuerte.
Bei der Eishockey-Weltmeisterschaft 2008 gehörte Kolassau erstmals zum Kader der Senioren. Belarus scheiterte zwar in der Zwischenrunde, doch mit dem neunten Gesamtrang konnte sich das Team bereits vorzeitig für das olympische Eishockeyturnier in Vancouver 2010 qualifizieren, an dem Kolassau ebenfalls teilnahm. Zudem spielte er bei den Weltmeisterschaften 2010 und 2011 für sein Land.

## Erfolge und Auszeichnungen
- 2004 Aufstieg in die Top Division bei der U20-Junioren-Weltmeisterschaft der Division I
- 2005 Belarussischer Meister mit dem HK Junost Minsk
- 2012 Belarussischer Vizemeister mit dem HK Njoman Hrodna
- 2013 Belarussischer Meister mit dem HK Njoman Hrodna
- 2014 Belarussischer Meister mit dem HK Njoman Hrodna
- 2014 Belarussischer Pokalsieger mit dem HK Njoman Hrodna

## Karrierestatistik

### International
Vertrat Belarus bei:
| - U18-Junioren-Weltmeisterschaft 2003 - U20-Junioren-Weltmeisterschaft der Division I 2004 - U18-Junioren-Weltmeisterschaft 2004 - U20-Junioren-Weltmeisterschaft 2005 - U20-Junioren-Weltmeisterschaft der Division I 2006 | - Weltmeisterschaft 2008 - Olympische Winterspiele 2010 - Weltmeisterschaft 2010 - Weltmeisterschaft 2011 |

(Legende zur Spielerstatistik: Sp oder GP = absolvierte Spiele; T oder G = erzielte Tore; V oder A = erzielte Assists; Pkt oder Pts = erzielte Scorerpunkte; SM oder PIM = erhaltene Strafminuten; +/− = Plus/Minus-Bilanz; PP = erzielte Überzahltore; SH = erzielte Unterzahltore; GW = erzielte Siegtore; 1 Play-downs/Relegation; Kursiv: Statistik nicht vollständig)